# Channel F
Channel F je ime igraće konzole koju je razvila američka tvrtka Fairchild Semiconductors i bila je prva igraća konzola s memorijskim kasetama. Channel F je došlo na tržište u kolovozu 1976., i prvo je bila poznata kao Video Entertainment System (VES), no nakon izlaska Atarijevog VCS 2600, Fairchild preimenuje svoju VES konzolu u Channel F. 